# 허자웅
허자웅(1998년 5월 12일 ~ )은 대한민국의 축구 선수이다. 포지션은 골키퍼이다. 현재 천안 시티 FC 소속이다.